# Frédérick Pouzy
Frédérick Pouzy (né le 18 février 1983 à Angoulême) est un athlète français, spécialiste du lancer du marteau.

## Biographie

### Palmarès
- Championnats de France d'athlétisme :
  - vainqueur du lancer du marteau en 2007, 2008 et 2011.
  - deuxième en 2014 à Reims [1]

- Divers : 
  - 8ème au Mondial juniors de Kingston en 2002

### Records
| Épreuve           | Performance | Lieu    | Date        |
| ----------------- | ----------- | ------- | ----------- |
| Lancer du marteau | 77,05 m     | Forbach | 27 mai 2012 |